# Kristina Kuźmina
Kristina Aleksiejewna Kuźmina (ros. Кристина Алексеевна Кузьмина) (ur. 1 marca 1980 w Leningradzie) – rosyjska aktorka i modelka. 

## Życiorys
Pochodzi z rodziny o korzeniach niemieckich i ukraińskich. Po ukończeniu szkoły muzycznej Kristina Kuźmina występowała w teatrze dziecięcym, a następnie związała się z agencją modelek Modus Vivendi.
Wystąpiła w kilku reklamach firm spożywczych i samochodowych, wzięła udział w konkursie Miss Sankt Petersburga. Znajomości zawarte w czasie konkursu umożliwiły jej prowadzenie własnej audycji muzycznej w Radiu Rekord. Występowała też jako wokalistka w klubach młodzieżowych.
Pracę w rozgłośni radiowej od 1997 łączyła ze studiami aktorskimi w Instytucie Teatralnym, w klasie A. Isakowa. Po ukończeniu studiów rozpoczęła pracę w teatrze Lensowietu. Na tej scenie zadebiutowała w sztuce Starszy syn Aleksandra Wampiłowa. W 2008 przeszła do teatru W. Komisarżewskiej.
Na dużym ekranie zadebiutowała w 2001 epizodyczną rolą w filmie Niro Wulf i Arczi Gudwin. Wystąpiła w 26 filmach fabularnych i serialach telewizyjnych.

## Filmografia (wybór)
- 2001: Niro Wulf i Arczi Gudwin
- 2003: Tajemnice śledztwa jako Jelena Guliajewa
- 2005: Adiutanci miłości jako Elizaweta, żona Aleksandra I
- 2005: Jeden cień na dwoje jako Lida
- 2005: Realtor jako Alona
- 2005: Dwoje w trumnie jako Remizowa
- 2006: Godzina szczytu jako sekretarka Wioletta
- 2008: Magik jako Lena
- 2008: Wzgórza i równiny jako nauczycielka muzyki
- 2010: Historia rodzinna jako psychoanalityk
- 2010: Człowiek i okna jako Sonia
- 2010: Złota pułapka jako Elwira Łapikowa
- 2013: Assassins Run jako Katia
- 2014: Princ Sibirii jako Swietłana Buszujewa